# Своекоштный
Своекоштный — название студентов российских учебных заведений в XVIII веке — в первой половине XIX века, содержащих себя за свой счёт в период обучения, находящихся на собственном содержании (коште), не пользующийся казённым коштом в отличие от «студентов казённокоштных». 

## История
В XVIII веке — первой половине XIX века своекоштные студенты были во многих государственных учебных заведениях. В Московском университете своекоштные студенты появились с момента учреждения университета. При учреждении университета проект предусматривал ограничение числа казённокоштных студентов (30 человек), в то время, как число своекоштных не ограничивалось.. Число своекоштных студентов было выше количества казённокоштных, например в Московском университете «в течение 1827 года обучался 941 человек, в том числе: 686 своекоштных студентов, 135 слушателей, 120 казённокоштных».
Первоначально своекоштные студенты посещали бесплатно все публичные лекции, читавшиеся в университете, и вносили небольшую плату учителям «приятных искусств и художеств» (танцы, рисование, фехтование). В конце XVIII века - начале XIX века в университете устраивались так называемые приватные курсы лекций, за посещение которых своекоштные студенты должны были вносить плату профессору. В 1820 году для своекоштных студентов была введена плата за обучение в размере 20 рублей 57 копеек в год, которая впоследствии увеличивалась. В середине XIX века с отменой казённого содержания студентов в университете все категории студентов были уравнены и обязаны были вносить единую плату за обучение. Величина платы за обучение для своекоштных студентов в Московском университете назначалась Советом Университета.
До 1826 года своекоштные студенты не имели формы, в отличие от казённокоштных, которые должны были носить сюртуки и мундиры. Ситуация изменилась в царствование Николая I. При осмотре университета было замечено, что учащиеся «не имеют единообразной и определённой во всех отношениях формы одежды».
В отличие от казённокоштных, которые должны были жить в казённых помещениях, своекоштные студенты жили в съёмном жильё, в том числе на пансионе у университетских профессоров.
В начале XIX века своекоштные студенты пользовались значительной свободой в выборе прослушиваемых лекций и посещениях университетских занятий, имея возможность, в отличие от казённокоштных студентов, пополнять свои знания из широкого круга прочитанных ими книг из личных библиотек, появившихся в это время.